# Naci Erdem
Naci Erdem (Istambul, 28 de janeiro de 1931 – Istambul, 28 de março de 2022) foi um futebolista turco, que atuava como defensor.

## Carreira
Naci Erdem fez parte do elenco da Seleção Turca de Futebol que disputou a Copa do Mundo de 1954.

## Ligações Externas
- Perfil em FIFA.com (em inglês)